# منتخب ميكرونيسيا لكرة القدم
منتخب ولايات ميكرونيسيا المتحدة لكرة القدم (بالإنجليزية: Federated States of Micronesia national football team)‏ هو ممثل ولايات ميكرونيسيا المتحدة الرسمي في المنافسات الدولية في كرة القدم في فئة كرة القدم للرجال.
منتخب ميكرونيسيا ليس عضواً في الفيفا أو في اتحاد قاري، وبالتالي لا يمكنه المشاركة في المنافسات الدولية.